# Kohlenstoffchauvinismus
Kohlenstoffchauvinismus (englisch carbon chauvinism) ist ein polemischer Begriff der Astrobiologie und in der philosophischen Diskussion um die Möglichkeit außerirdischen Lebens. In der Astrobiologie werden Positionen als kohlenstoffchauvinistisch kritisiert, wenn sie die Möglichkeit der Entstehung von Leben nur auf Kohlenstoffbasis diskutieren. In der Philosophie ist der Vorwurf des Kohlenstoffchauvinismus manchmal gegen Positionen gerichtet, die Bewusstseins- und Gehirnzustände miteinander identifizieren.

## Astrobiologie
Da für das Leben und seine Entstehung nur die kohlenstoffbasierte, organische Biologie als Erfahrungswert existiert, wird diese als Ausgangspunkt für Theorien zur Entstehung von Leben im Allgemeinen verwendet. Bereits 1973 verwendete der Astrophysiker Carl Sagan den Begriff „Kohlenstoffchauvinismus“, um die Begrenztheit des menschlichen Denkens über extraterrestrisches Leben zu illustrieren. Man könne in keiner Weise ausschließen, dass sich Leben auf anderen Planeten in einer ganz anderen, anorganischen Form entwickelt habe.
Das beliebteste Beispiel für ein alternatives Element als Basis für Leben ist Silicium, das ähnliche Eigenschaften wie Kohlenstoff aufweist. Allerdings sind Mehrfachbindungen im Vergleich zu Kohlenstoff schwerer herzustellen, und langkettige Siliciumverbindungen sind deutlich starrer und unflexibler als entsprechende Kohlenstoffverbindungen. Außerdem gibt es in der Erdhülle mehr als 100-mal so viele Siliciumatome wie Kohlenstoffatome und dennoch basiert das irdische Leben auf Kohlenstoff.
Die weitgehende Beschränkung der Astrobiologie auf Kohlenstoff wurde in Bezug auf organisch-chemische Verbindungen bisher methodologisch gerechtfertigt: Über die Umweltbedingungen auf Planeten jenseits des Sonnensystems lagen nur wenige Daten vor. Die Astrobiologie konnte daher allenfalls zu Wahrscheinlichkeitsabschätzungen kommen, indem sie nach Planeten suche, deren Umweltbedingungen der Erde hinreichend ähnlich für die Entwicklung von organischem Leben sind. Welche Bedingungen für die Entwicklung von anorganischem Leben notwendig wären, sei demgegenüber vollkommen unbekannt, weswegen die Wissenschaft hierzu keine seriösen Aussagen machen könne. In diesem Sinne bezieht sich etwa die exobiologische Drake-Gleichung nur auf das bekannte organische Leben.

## Philosophie
In den 1950er Jahren wurde die materialistische Identitätstheorie als Reaktion auf den Behaviorismus entwickelt. Behavioristen erklären, dass ein Bewusstseinszustand nichts anderes als ein bestimmtes Verhaltensmuster sei. Gegen eine solche Positionen spricht, dass etwa Schmerzen auf eine bestimmte Weise empfunden werden (vgl. Qualia) und daher mehr als bloßes Verhalten darstellen. Die Philosophen Ullin Place und John Jamieson Carswell Smart erklärten daher, dass man Bewusstseinszustände mit Gehirnaktivitäten identifizieren sollte. „Kopfschmerzen haben“ hieße also nichts anderes als „in einem bestimmten Gehirnzustand sein“.
Wenn Bewusstseins- und Gehirnzustände allgemein miteinander identifiziert werden, so schließt man daraus, dass andere Systeme kein Bewusstsein haben können. Infolge dieses Einwands wurde in der Philosophie des Geistes der Funktionalismus entwickelt. Funktionalisten erklären, dass man Bewusstseinszustände mit abstrakten, funktionalen Zuständen identifizieren solle, die durch Verbindungen zwischen Eingabe-, Ausgabe- und Übergangszuständen definiert sind. Solche funktionalen Zustände lassen sich in sehr verschiedenen Systemen realisieren.
Der Einwand des Kohlenstoffchauvinismus wird allerdings nicht allgemein akzeptiert, so erklärt etwa Włodzisław Duch:

„The number of different chemical elements at our disposal is rather limited and no other element can interact in the same way as carbon atoms do. Therefore the functionalist critique of carbon chauvinism is not valid: carbon cannot be replaced by other elements without changing the system in a fundamental way.“

„Die Anzahl von zur Verfügung stehenden chemischen Elementen ist jedoch ziemlich begrenzt und andere Atome können nicht so interagieren wie es Kohlenstoffatome tun. Daher ist die funktionalistische Kritik des Kohlenstoffchauvinismus nicht stichhaltig: Kohlenstoff kann nicht durch andere Elemente ersetzt werden, ohne das System fundamental zu verändern.“

Auf dieser Grundlage entwickelte sich die Rare-Earth-Hypothese.